# Camellia hekouensis
Camellia hekouensis är en tvåhjärtbladig växtart som beskrevs av C.J. Wang och G.S. Fan. Camellia hekouensis ingår i släktet Camellia och familjen Theaceae. Inga underarter finns listade i Catalogue of Life.